# Santuario della Madonna di Cimaronco
La chiesa-oratorio di Santa Maria, detto santuario della Madonna di Cimaronco, è un edificio religioso situato nei pressi di Gravesano.

## Storia
Eretto nel XIV secolo, venne più volte ampliato (nel 1563 ed ancora nel 1649, con l'aggiunta del protiro). Il campaniletto è del 1930.

## Descrizione
Sulla facciata sono presenti alcuni affreschi, risalenti al 1649. L'interno è organizzato con una pianta ad unica navata, con copertura a capriate. Le pareti sono abbellite con stucchi, dipinti ed affreschi realizzati fra il XVI ed il XVIII secolo.